# Пам'ятник Миколі Островському (Боярка)

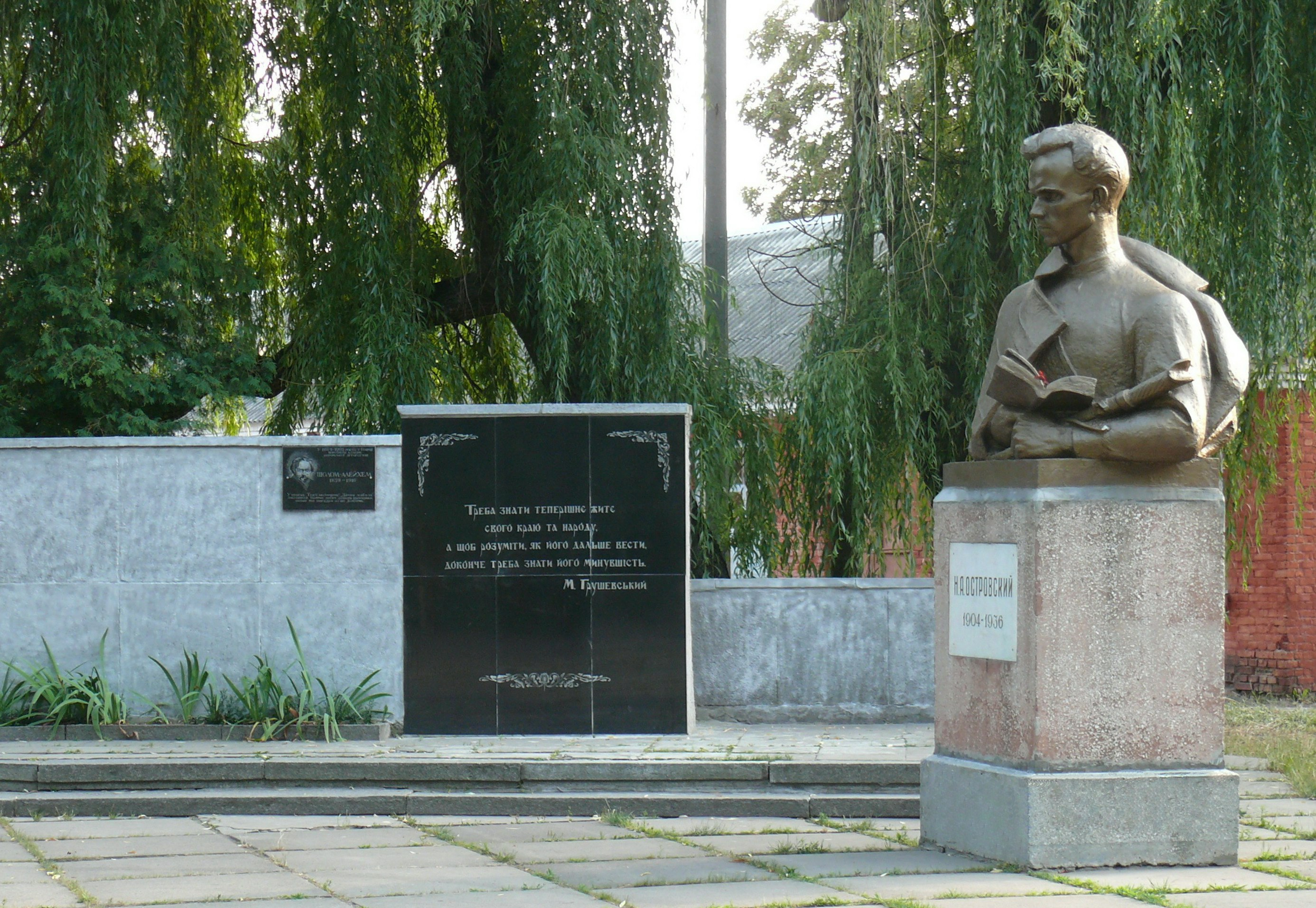
Пам'ятник Миколі Островському, Боярка

Боярський пам'ятник Миколі Островському — колишній пам'ятник-погруддя радянському письменнику Миколі Олексійовичу Островському (1904—1936) в місті Боярці Київської області, знищений у 2014 році в ході ленінопаду. Знаходився біля Боярського краєзнавчого музею (вул. Михайла Грушевського, 49). Автори погруддя — В. Клоков та П. Одинець.
Пам'ятник було виконано у вигляді погрудної скульптури із тонованого оргскла. Основою-постаментом для нього був невисокий прямокутний гранітний блок. Молодий письменник-чекіст був зображений у накинутій на плече червоноармійській шинелі із книгою у руці.
Пам'ятник було встановлено на відзначення міфічної праці письменника-чекіста — у жовтні-грудні 1921 року він нібито разом із комсомольцями будував у містечку та лісах навколо Боярки вузькоколійку для підвезення деревини з метою порятунку столиці Києва від холодів суворої зими. Проте дослідник Андрій Ковальов, опрацювавши документи з фондів Державного архівку Київської області, довів - серед них немає жодного документу, який би свідчив про організацію в Києві, а саме в Головних залізничних майстернях (де, згідно із автобіографією, із серпня 1921 по кінець 1922 року) комсомольських або будь-яких інших бригад для проведення лісозаготівель або будівництва вузькоколійнизх залізниць. Також у архівних фондах Залізничного лісового комітету за 1920-1921 роки немає жодного документу, який би свідчив про будівництво вузькоколійки в околицях Боярки . 
Встановлений у 1971 році, реконструйовано погруддя у 1973 році.
Знесений невідомими 2 березня 2014 року.

## Виноски
1. ↑  Києво-Святошинський район на meget.kiev.ua. Архів оригіналу за 31 березня 2018. Процитовано 18 листопада 2010.
2. ↑  Києво-Святошинський район [Архівовано 29 березня 2009 у Wayback Machine.] на сайті Київської обласної туристичної агенції [Архівовано 22 вересня 2010 у Wayback Machine.]
3. ↑  Андрій Ковальов. Як гартувалася державність. К.:Видавництво Марка Мельника, 2020, с.26
4. ↑  Знищено пам'ятник М. Островському в Боярці. Архів оригіналу за 5 березня 2014. Процитовано 20 жовтня 2019.